# Монотонні функції алгебри логіки
Моното́нні фу́нкції а́лгебри ло́гіки — функції алгебри логіки, для яких виконується умова: якщо набори значень аргументів {\displaystyle {\tilde {\alpha }}=(\alpha _{1},\ldots ,\alpha _{n}),{\tilde {\beta }}=(\beta 1,\ldots ,\beta _{n})} тоді
{\displaystyle {\tilde {\alpha }}\preccurlyeq {\tilde {\beta }}\quad \Rightarrow \quad f(\alpha )\preccurlyeq f(\beta )}.
де
{\displaystyle \alpha \preccurlyeq \beta \;\;\iff \;\;\alpha _{i}\leqslant \beta _{i},i=1,\ldots ,n}.
Клас всіх монотонних функцій алгебри логіки є замкненим класом функцій алгебри логіки; більш того, він є предповним класом функцій алгебри логіки.
Монотонними є, наприклад, функції {\displaystyle \!x}, {\displaystyle x\wedge y}, {\displaystyle x\vee y}.